# Mutianus Rufus
(Conradus) Mutianus Rufus, geboren als Konrad Muth, (Homberg, 15 oktober 1471 – Gotha, 30 maart 1526) was een Duits humanist.

## Jeugd en studie
Konrad Muth was een zoon van welvarende en vooraanstaande ouders in Homberg. Zijn vader was onder meer raadslid en burgemeester in de stad. Muth latiniseerde zijn achternaam in Mutianus, en voegde het Latijnse Rufus toe als verwijzing naar zijn roodkleurige haar. Tegelijkertijd met Desiderius Erasmus ontving hij lessen van Alexander Hegius op de Latijnse School van Deventer, waar hij in 1481 begon. Vanaf 1487 studeerde hij aan de Universiteit van Erfurt, waar hij in 1492 de master in de vrije kunsten afrondde. Van 1495 tot 1502 verbleef hij in Italië, waar hij lessen volgde in Bologna, Ferrara, Rome, Mantua, Venetië en Florence. Hij maakte hier kennis met Baptista Mantuanus en Francesco Piccolomini, de latere Paus Pius III. In 1501 behaalde hij het doctoraat in canoniek recht. Mutianus had grote interesse voor het neoplatonische werk van onder anderen Marsilio Ficino en Giovanni Pico della Mirandola. Hij verdiepte zich gedurende zijn leven verder onder meer in de werken van Johann Froben en de Italiaanse Aldus Manutius, waarbij de laatstgenoemde andersom ook zijn respect voor Mutianus uitsprak.

## Werkzaamheden en invloed
Van 1502 tot 1503 nam Mutianus een hoge positie in bij het Landgraafschap Hessen, waar hij bij zijn vertrek op de deur van de kanselarij "Valete sollicitudines" (Vaarwel, lastige zorgen) zou hebben geschreven. Vervolgens trad hij in de functie van kanunnik in Gotha, nabij Erfurt. In die laatstgenoemde stad had het humanisme onder meer via Peter Luder in 1460 zijn intrede gedaan, en in 1494 had de stad met Nicolaus Marschalk de eerste drukker van Griekse werken op het huidige Duitse grondgebied gehad. 

### Kring van humanisten, Reuchlin en ondersteuning studenten
Mutianus werd door sommigen als een van de grootste denkers in het land beschouwd, en later als vierde naam genoemd na Maarten Luther, Desiderius Erasmus en Johannes Reuchlin. Hij werd geprezen om zijn filosofische denken en zijn spreekvaardigheden, maar door zijn tegenstanders gekenschetst als 'Italiaans' en, door Luther, als een epicurist. Tot circa 1515 was Mutianus in de regio rond Gotha en de Universiteit van Erfurt de leider van de groep humanisten, die de naar hem verwijzende naam Mutianiscker Bund (ordo Mutianus) hanteerde. De groep kende verbondenheid met de universiteit; een van hen werd er bijvoorbeeld als rector aangesteld.
Mutianus beleefde er veel plezier aan zijn ideeën over te dragen aan de leerlingen van de universiteit, die zich vanaf 1505/1506 bij hem voegden voor raad en lessen. Tot zijn volgelingen en bevriende humanistische denkers behoorden onder meer George Spalatin, Eobanus Hessus, Petreius Aperbacchus, Euricius Cordus en Ulrich von Hutten. Mutianus stond bekend om zijn gastvrijheid. Hij ontving de studenten in zijn huis achter de kerk, waarbij hij boven de deur van zijn huis de tekst "Beata tranquillitas" (Gezegende rust) had laten opnemen, en op de daarachter gelegen deur "Bonis cuncta pateant" (Voor de braven moet alles openstaan).
De kring was Reuchlin-gezind, en bracht vermoedelijk het grove, satire-achtige Epistolae obscurorum virorum (Brieven van onbekende mannen, 1515-1517) voort waarin werd geageerd tegen de scholastiek en Reuchlins tegenstanders die de humanisten van ketterij beschuldigden. Reuchlin had zich gekeerd tegen de plannen van onder meer de bekeerde Jood Johannes Pfefferkorn om Joodse geschriften te verbranden. Vermoedelijk droeg Mutianus zelf niet bij aan de epistolae, maar hij lijkt er in zijn eigen brieven wel toespelingen op te maken. Naar Mutianus' mening ging Reuchlin in zijn pleidooi uiteindelijk te ver in diens uitspraken over valse Schriftuitleggingen door de kerk – al bestreed Mutianus de beschuldigingen niet. Toen Luther in 1516 Gotha had bezocht, schreef hij Mutianus, wellicht vanuit een plichtsgevoel, een korte brief waarin hij zich verontschuldigde hem niet te hebben bezocht.

### Brieven, opvattingen en overlevering
Er zijn meer dan 600 brieven van Mutianus' hand van tussen 1502 en 1525 bekend, ondanks zijn eigen verzoek aan zijn vertrouweling Heinrich Urbanus om de brieven te verscheuren of verbranden vanwege de radicale religieuze ideeën die ze bevatten. Zijn brieven worden gekenmerkt door de geestige en soms cynische toon. Mutianus publiceerde echter geen enkel werk. Hij liet enkel een manuscript over retorica na ter beoordeling van Philipp Melanchthon, die echter meende dat de Griekse bronnen onjuist waren behandeld. Het was echter ook Mutianus' eigen perfectionisme dat hem weerhield zijn werken te (laten) publiceren. Hij merkte daarbij op dat Jezus en Socrates ook geen eigen werken hadden achtergelaten.
Mutianus uitte stevige kritiek op de Roomse Kerk, maar brak er nooit mee. Hij zette zich af tegen ceremonieën en sacramenten, en maakte vergelijkingen tussen het christendom en andere religies, en concludeerde dat 'genade' overal de essentie was, en het altijd om een oprecht leven draaide. 'Alles daaromheen is rook', meende hij. De Bijbel zag hij als een boek van fabels, en hij schreef dat Jezus' kruisiging niet werkelijk was gebeurd.
Het beeld van Mutianus' bijzonder vrije kijk op het christelijke geloof bleef in de tijd na zijn overlijden overheersen. Dit idee werd in 1701 bekrachtigd door het feit dat de eerste publicatie van Mutianus' brieven, vooral brieven bevatte uit zijn meest radicale jaren (ca. 1503-1508). Mutianus lijkt zijn hele leven echter getwijfeld te hebben vanwege zijn conflicterende opvattingen. Het christelijk geloof bleef echter voor hem belangrijk, getuige zijn laatste brief waarin hij de essentie van het christendom (de dood van Jezus) als 'vermoedelijk het meest zekere' beschrijft.

## Levenseinde
In 1525 stopte Mutianus als kanunnik. Doordat hij in zijn leven veel geld had besteed aan reizen, boeken en alles wat hij aanwendde voor de gastvrijheid, was er van het geld dat hij van zijn ouders had geërfd niets over. Voor zijn levensonderhoud was hij daardoor na zijn werkzame leven volledig afhankelijk van de ondersteuning van zijn vrienden. Hij stierf in 1526. Maarten Luther beweerde dat Mutianus zichzelf had vergiftigd, wat een veroordeling van God zou zijn geweest voor Muthianus' keuze om niet mee te gaan met de Reformatie.